# Ogljikovodik
Ogljikovodik (skovanka iz besed ogljik in vodik) je organska spojina, ki je zgrajena izključno iz ogljika in vodika. Ogljikovodiki se v grobem delijo na aciklične ogljikovodike, katerih molekule imajo obliko bolj ali manj razvejane verige in ciklične ogljikovodike, katerih molekule imajo obliko obroča. V prvo skupino spadajo alkani, alkeni in alkini, v drugo skupino pa cikloalkani, cikloalkeni in cikloalkini ter aromatski ogljikovodiki. Ogljikovodiki nimajo funkcionalnih skupin.
Ogljik tvori v organskih spojinah štiri kovalentne vezi, ki so lahko enojne, dvojne ali trojne. Veliko število spojin, v Beilsteinovi bazi podatkov je trenutno 9,8 milijona spojin, je posledica njegove lastnosti, da se lahko veže sam s seboj v teoretično neomejeno dolge verige (katenacija) in obroče, pa tudi v bolj zapletene strukture. Takšna sposobnost je posledica popolnoma nepolarne kovalentne vezi C-C in skoraj nepolarne vezi C-H, ker je razlika elektronegativnosti ogljika in vodika samo 0,35. Izrazita nepolarnost daje ogljikovodikom tudi kemično stabilnost, kar potrjuje nafta, ki je stara več milijonov let.
Večino ogljikovodikov na Zemlji najdemo v surovi nafti in zemeljskem plinu, prisotni pa so tudi v atmosferah drugih planetov našega Osončja, na njihovih lunah, repih meteorjev in ogljikovih hondritih. Na največji Saturnovi luni Titanu so odkrili cela jezera tekočega metana, kar je kasneje potrdila vesoljska sonda Cassini-Huygens.
Spojine, ki poleg ogljika in vodika vsebujejo tudi druge elemente, na primer žveplo ali dušik, ne spadajo med prave ogljikovodike.

## Delitev ogljikovodikov
| Po obliki molekule              | Po obliki molekule              | Po vrsti vezi                                  | Oblika vezi                                    |
| ------------------------------- | ------------------------------- | ---------------------------------------------- | ---------------------------------------------- |
| Alifatski ogljikovodiki         | Aciklični ogljikovodiki         | Alkani                                         | samo enojne vezi                               |
| Alifatski ogljikovodiki         | Aciklični ogljikovodiki         | Alkeni                                         | ena dvojna vez                                 |
| Alifatski ogljikovodiki         | Aciklični ogljikovodiki         | Alkini                                         | ena trojna vez                                 |
| Alifatski ogljikovodiki         | Aciklični ogljikovodiki         | Alkadieni                                      | dve dvojni vezi                                |
| Alifatski ogljikovodiki         | Ciklični ogljikovodiki          | Cikloalkani                                    | samo enojne vezi                               |
| Alifatski ogljikovodiki         | Ciklični ogljikovodiki          | Cikloalkeni                                    | ena dvojna vez                                 |
| Alifatski ogljikovodiki         | Ciklični ogljikovodiki          | Cikloalkini                                    | ena trojna vez                                 |
| Aromatski ogljikovodiki (areni) | Aromatski ogljikovodiki (areni) | Delokaliziran sistem konjugiranih dvojnih vezi | Delokaliziran sistem konjugiranih dvojnih vezi |

Ogljikovodiki so skladno z nomenklaturo IUPAC za organsko kemijo razvrščeni v naslednje skupine:
1. Nasičeni ogljikovodiki (alkani) so najenostavnejši ogljikovodiki z izključno enojnimi vezmi. Splošna formula alkanov je CnH2n+2. Alkani so lahko linearni ali razvejani. Ogljikovodike z enako molekulsko formulo in različno strukturno formulo imenujemo izomeri. Trimetilheksan in njegovi višji homologi so lahko kiralni, se pravi da tvorijo izomere z zrcalno zgradbo molekule. Hiralni nasičeni ogljikovodiki tvorijo stranske verige biomolekul, na primer klorofila in tokoferola (vitamina E)[3].
2. Nenasičeni ogljikovodiki imajo med ogljikovimi atomi eno ali več dvojnih ali trojnih vezi. Aciklični ogljikovodiki z eno dvojno vezjo so alkeni s splošno formulo CnH2n, ogljikovodiki s trojno vezjo pa alkini s splošno formulo CnH2n-2.
3. Cikloalkani so ogljikovodiki, ki imajo vsaj en obroč ogljikovih atomov. Splošna formula formula cikloalkanov z enim obročem je CnH2n.
4. Aromatski ogljikovodiki, imenovani tudi areni, so ogljikovodiki, ki imajo vsaj en aromatski obroč (glavni predstavnik je benzen).

## Enostavni ogljikovodiki in njihovi izomeri
| Število ogljikovih atomov | Alkan CnH2n+2              | Alken CnH2n | Alkin CnH2n-2 | Cikloalkan CnH2n                                              | Alkadien CnH2n-2  |
| ------------------------- | -------------------------- | ----------- | ------------- | ------------------------------------------------------------- | ----------------- |
| 1                         | Metan                      | —           | —             | —                                                             | —                 |
| 2                         | Etan                       | Eten        | Etin          | —                                                             | —                 |
| 3                         | Propan                     | Propen      | Propin        | Ciklopropan                                                   | Alen              |
| 4                         | Butan Izobutan             | Buten       | Butin         | Ciklobutan Metilciklopropan                                   | Butadien          |
| 5                         | Pentan Izopentan Neopentan | Penten      | Pentin        | Ciklopentan Metilciklobutan Etilciklopropan                   | Pentadien Izopren |
| 6                         | Heksan                     | Heksen      | Heksin        | Cikloheksan Metilciklopentan Etilciklobutan Propilciklopropan | Heksadien         |
| 7                         | Heptan                     | Hepten      | Heptin        | Cikloheptan Metilcokloheksan                                  | Heptadien         |
| 8                         | Oktan                      | Okten       | Oktin         | Ciklooktan                                                    | Oktadien          |
| 9                         | Nonan                      | Nonen       | Nonin         | Ciklononan                                                    | Nonadien          |
| 10                        | Dekan                      | Deken       | Dekin         | Ciklodekan                                                    | Dekadien          |

## Fizikalne lastnosti
Za temperaturi tališča in vrelišča velja splošno pravilo, da z naraščajočim številom ogljikovih atomov naraščata. Spojine z majhnim številom ogljikovih atomov so plini, npr. metan, eten in etin , z malo večjim številom tekočine, na primer oktan in benzen), s še večjim številom ogljikovih atomov pa trdne snovi, na primer parafinski voski in naftalen.

## Kemijske lastnosti
Splošne kemijske lastnosti ogljikovodikov so odvisne od njihove zgradbe. Najmanj reaktivni so alkani, ker imajo samo enojne vezi, z naraščanjem števila dvojnih ali celo trojnih vezi pa njihova reaktivnost narašča. Vsi ogljikovodiki s kisikom zgorijo v ogljikov dioksid in vodo. Pri segrevanju brez prisotnosti kisika razpadejo v ogljikovodike z manjšo molekulsko maso.

## Uporaba
Plinasti in tekoči ogljikovodiki, predvsem alkani, so eden od najpomembnejših virov energije. Uporabljajo se predvsem kot viri toplote, goriva za bencinske in dizelske motorje, maziva in surovina za proizvodnjo asfalta. Uporabljajo se tudi kot potisni plini za pršila in topila.
Najpomembnejši polimerizirani ogljikovodiki so polietilen in polipropilen, iz katerih se izdelujejo folije, cevi in predmeti za vsakdanjo rabo, na primer nakupovalne vrečke, polibutadien in poliizopren (2-metilpentadien), ki sta nadomestek za naravni gumij in polistiren, iz katerega se izdeluje stiropor.